# Marc Mouclier
Marc Mouclier, né à Aigre le 19 janvier 1866 et mort le 22 février 1947 à Paris, est un peintre, décorateur, illustrateur et graveur français.

## Biographie

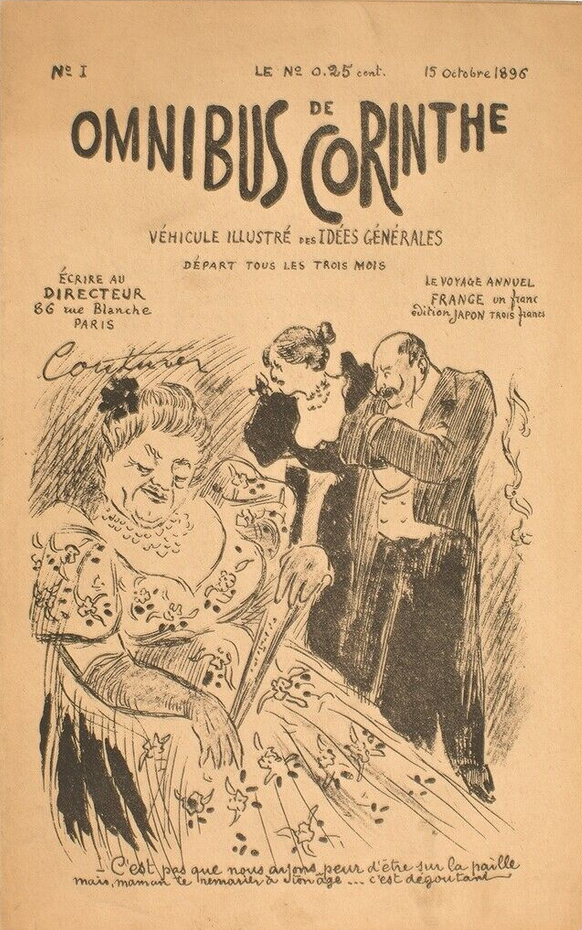
L'Omnibus de Corinthe, couverture du no 1, dessin de Couturier (octobre 1896).

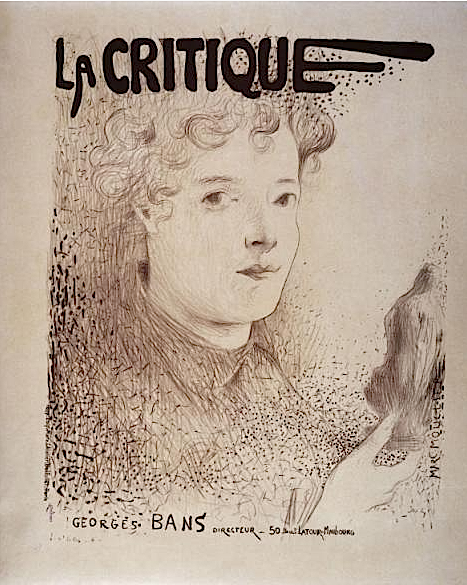
La Critique (vers 1896-1899), affiche lithographiée.

Marc Marie Georges Mouclier est né à Aigre en Charente le 19 janvier 1866. Il est le fils d'un notaire installé dans cette ville. Avant un passage à l'Académie Julian, il est admis en 1887 aux Beaux-Arts de Paris, et suit les cours de Gustave Boulanger, Jules Lefebvre et Luc-Olivier Merson. Il expose pour la première fois au Salon des artistes français en 1889 un portrait de son père, puis revient l'année suivante avec un portrait intitulé Le Gardien de l'École des beaux-arts qui montre un homme défiguré à la suite d'une chute, et provoque un petit scandale : il ne pourra plus y présenter ses travaux,. Il tente sans succès le concours du prix de Rome en 1892, présenté par Jean-André Rixens. Mouclier aurait séjourné à la fin du XIXe siècle dans un chalet situé à Villejésus où tous ses amis artistes passaient le voir.
À compter de 1893, il expose chez Le Barc de Boutteville, dans le cadre de la 5e exposition de peintres impressionnistes et symbolistes ; il sera encore du lot pour la 9e exposition dont il fait l'affiche. Il se lie à Édouard Vuillard, Pierre Bonnard, Ker-Xavier Roussel, Louis Valtat et Maurice Denis. C'est également dans cette galerie parisienne qu'il croise Alfred Jarry.
Mouclier commence à livrer des illustrations pour des périodiques comme Le Rire, collabore un temps à la promotion de Félix Marot, un élu de sa région, propriétaire du Journal de Ruffec (1897), et devient surtout l'un des compagnons de route de Georges Bans, fondateur de La Critique en mars 1895, revue illustrée de lithographies artistiques et où l'on croise le poète Alcanter de Brahm. Il entame entre-temps une importante série de gravures (bois, eaux-fortes, pointes sèches) et de dessins lithographiques. En 1895, Émile Straus dit « Papyrus » (1865-1939), édite les premières estampes de Mouclier illustrant Das lied von der Glocke de Schiller. Début 1896, il en expose deux chez Siegfried Bing, ainsi que des projets de vitraux. Par la suite, il collabore à la Revue blanche avant de lancer lui-même en octobre suivant son propre périodique, L'Omnibus de Corinthe, véhicule illustré des idées générales dans lequel on trouve Bans, Édouard Couturier, Désiré Fortoul, Ibels, Jarry, Paul Redonnel, Straus, Valtat, Willy ou encore Jossot. En 1903, il publie chez Auguste Blaizot une suite de 25 pointes sèches intitulée Le Génie des poètes français.
Mouclier se retire ensuite du marché de l'illustration et se consacre à sa peinture. Il expose au Salon des indépendants entre 1903 et 1905, puis repart en Charente dans sa famille, avant de s'installer définitivement à Viroflay. Fin 1930, il revient au Salon des indépendants après vingt ans d'absence, s'étant consacré à une activité de décorateur. En 1937-1938, deux expositions parisiennes d'ensemble à la galerie Le Niveau, permettent d'apprécier l'étendue et la variété de son art jugé singulier et assez avant-gardiste,.
Démuni et oublié, Marc Mouclier meurt le 22 février 1947 dans le 14e arrondissement de Paris.

## Œuvre

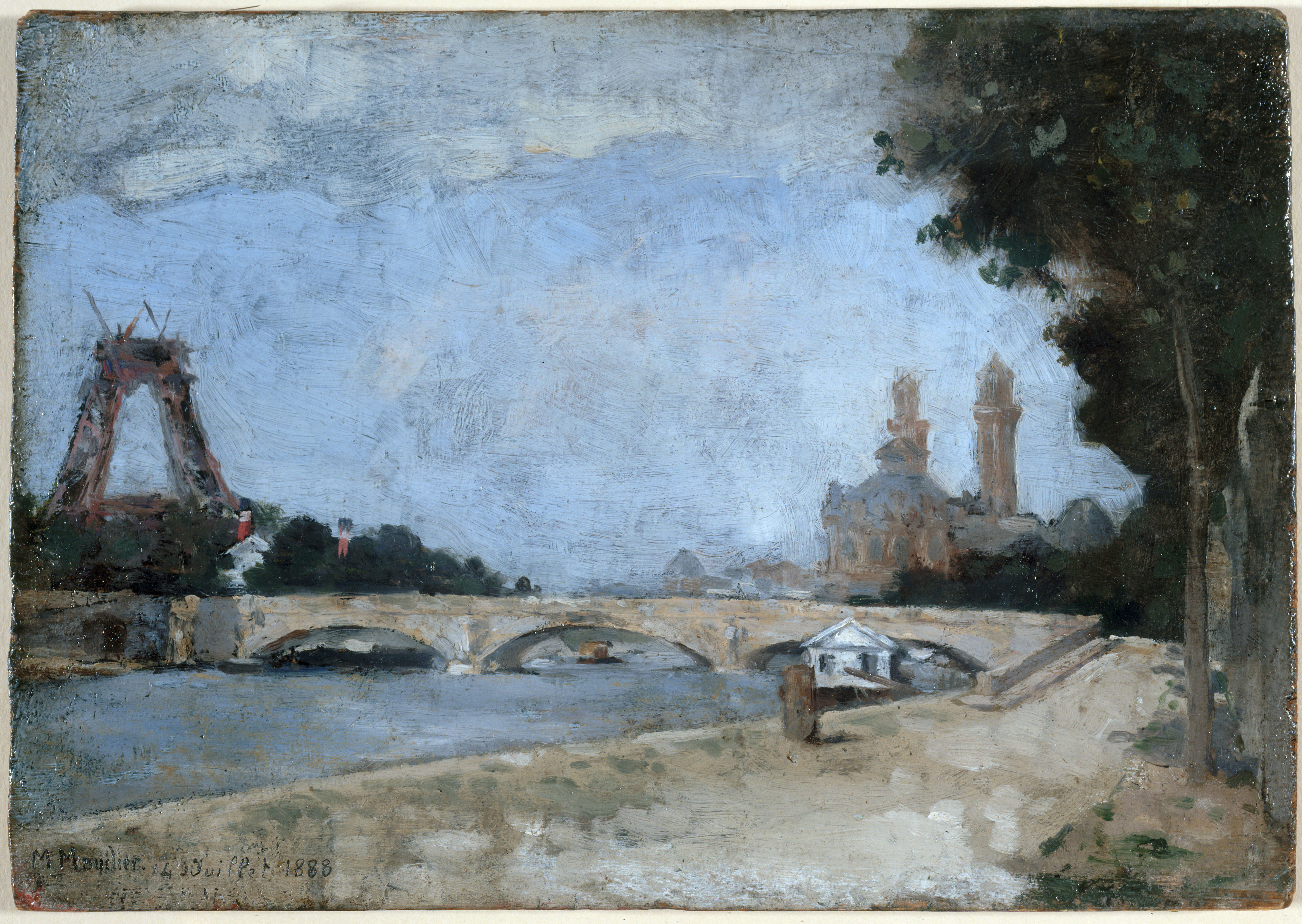
La Tour Eiffel en construction, vue du quai de la Conférence (1888), Paris, musée Carnavalet.

### Estampes
- Paris :
  - Bibliothèque nationale de France : 11 estampes, 1891-1898.
  - musée des Arts décoratifs : collection des affiches de La Critique.
  - musée Carnavalet : série de 5 affiches lithographiées, 1896-1900.
- Washington, National Gallery of Art : L'Omnibus de Corinthe et deux études[13].

### Peintures
- La Défense, Centre national des arts plastiques : Jardin à Viroflay, 1892, huile sur toile.
- Paris :
  - ministère de l'Agriculture : La Prairie, avant 1911, huile sur toile.
  - musée Carnavalet : La Tour Eiffel en construction, vue du quai de la Conférence, 1888, huile sur toile.